# Ligne Nankō Port Town
La ligne Nankō Port Town (南港ポートタウン線, Nankō Pōto-taun-sen), également appelée New Tram (ニュートラム), est une ligne de métro sur pneumatiques automatique à trajectoire autoguidée  à Osaka au Japon. Elle relie la station de Cosmosquare à celle de Suminoekōen. Sur les cartes, sa couleur est bleu clair et est identifiée avec la lettre P.
La ligne est exploitée par la compagnie Osaka Metro, qui en est aussi propriétaire, mais seulement entre les stations Suminoekōen et Trade Center-mae. La section comprise entre les stations Trade Center-mae et Cosmosquare appartient à la compagnie Osaka port Transit System (OTS).

## Histoire
La ligne est inaugurée le 16 mars 1981 entre Nakafuto et Suminoekōen par le Bureau municipal des transports d'Osaka. Le 18 décembre 1997 , la ligne New Tram Technoport, gérée par l'Osaka port Transit System (OTS), ouvre entre Nakafuto et Cosmosquare. Cette ligne est absorbée par la ligne Nankō Port Town le 1er juillet 2005. Toutefois, OTS reste propriétaire de la ligne entre Trade Center-mae et Cosmosquare.
Au 1er mars 2018, la ligne était déficitaire.
Depuis le 1er avril 2018, la ligne n'est plus exploitée par le Bureau municipal des transports d'Osaka mais par la compagnie privée Osaka Metro.

## Caractéristiques

### Ligne
- Pilotage automatique
- Alimentation : 600 V-60 Hz par rail latéral
- Vitesse maximale : 55 km/h

### Tracé
Longue de 7,9 km, la ligne dessert la zone portuaire d'Osaka, à l'ouest de la ville.
|  |

### Liste des stations
La ligne comporte 10 stations, identifiées de P09 à P18.
| Numéro | Station           | Nom japonais       | Distance (km) | Correspondances            | Arrondissement |
| ------ | ----------------- | ------------------ | ------------- | -------------------------- | -------------- |
| P09    | Cosmosquare       | コスモスクエア     | 0             | Métro d'Osaka : Chūō       | Suminoe        |
| P10    | Trade Center-mae  | トレードセンター前 | 0,6           |                            | Suminoe        |
| P11    | Nakafuto          | 中ふ頭             | 1,3           |                            | Suminoe        |
| P12    | Port Town-nishi   | ポートタウン西     | 2,0           |                            | Suminoe        |
| P13    | Port Town-higashi | ポートタウン東     | 2,5           |                            | Suminoe        |
| P14    | Ferry Terminal    | フェリーターミナル | 4,0           |                            | Suminoe        |
| P15    | Nanko-higashi     | 南港東             | 4,8           |                            | Suminoe        |
| P16    | Nanko-guchi       | 南港口             | 5,4           |                            | Suminoe        |
| P17    | Hirabayashi       | 平林               | 6,7           |                            | Suminoe        |
| P18    | Suminoekōen       | 住之江公園         | 7,9           | Métro d'Osaka : Yotsubashi | Suminoe        |

## Matériel roulant
La ligne Nankō Port Town a utilisé des rames de série 100A de 1991 à mars 2019.
Les rames de série 200 circulent sur la ligne depuis le 29 juin 2016. Cette série a la particularité d'avoir une couleur différente pour chaque rame.
| Série | Livraison   | Suppression | Constructeur                 | Nombre de rame | Conduite                    | Photo |
| ----- | ----------- | ----------- | ---------------------------- | -------------- | --------------------------- | ----- |
| 100   | 1981 - 1986 | 1995 - 2002 | Niigata Transys,Kinki Sharyo | 16             | Conducteur puis Automatique |       |
| 100A  | 1991 - 2001 | 2017 - 2019 | Niigata Transys,Kinki Sharyo | 17             | Automatique                 |       |
| 200   | 2015 - 2019 | En service  | Niigata Transys              | 20             | Automatique                 |       |